# 野口潤次郎
野口 潤次郎（のぐち じゅんじろう、1948年 - ）は、日本の数学者、東京工業大学・東京大学名誉教授である。専門は多変数複素解析、複素幾何学。

## 来歴
1971年東京工業大学理学部卒業。1973年東京工業大学大学院理工学研究科修士課程修了。理学博士。広島大学助手、大阪大学講師、東京工業大学助教授、同教授、東京大学大学院数理科学研究科教授を歴任。この間、プリンストン高等研究所、マックス・プランク数学研究所、ジョンズ・ホプキンズ大学、ノートルダム大学で客員研究員、客員（助）教授。